# Greg Ginn
Pour les articles homonymes, voir Ginn.
Gregory Regis « Greg » Ginn (né à Tucson le 8 juin 1954) est un guitariste américain, auteur-compositeur et chanteur, connu pour être le leader du groupe de punk hardcore Black Flag, qu'il a fondé et dirigé de 1976-86 et de nouveau en 2003. Ginn était 99e sur la liste des « 100 plus grands guitaristes de tous les temps » de Rolling Stone.
Il a créé dans sa jeunesse SST (Solid State Tuners) pour vendre du matériel radio aux radioamateurs car Ginn était radioamateur avec l'indicatif WB6ZNM. SST est devenu ensuite SST Records pour la production musicale.  

## Discographie partielle

### Solo
- Getting Even LP (Cruz Records, 1993)
- Dick LP (Cruz Records, 1993)
- Payday EP (Cruz Records, 1993)
- Don't Tell Me EP (Cruz Records, 1994)
- Let It Burn (Because I Don't Live There Anymore) LP (Cruz Records, 1994)
- Bent Edge LP (SST Records, 2007) – with The Taylor Texas Corrugators
- Goof Off Experts LP (SST Records, 2008) – with The Taylor Texas Corrugators
- Freddie 7" (Electric Cowbell, 2010) – with The Taylor Texas Corrugators
- Legends of Williamson County LP (SST Records, 2010) – with The Taylor Texas Corrugators
- We Are Amused LP (SST Records, 2011) – with The Royal We
- We Are One 12" (SST Records, 2011) – with The Royal We
- Fearless Leaders LP (SST Records, 2013) – with The Royal We

### Black Flag
- Nervous Breakdown EP (SST Records, 1979)
- Jealous Again EP (SST Records, 1980)
- Six Pack single (SST Records, 1981)
- Louie, Louie single (Posh Boy Records, 1981)
- Damaged LP (SST Records/Unicorn Records, 1981)
- TV Party single (SST Records/Unicorn Records, 1982)
- Everything Went Black double LP (SST Records, 1983)
- The First Four Years compilation LP (SST Records, 1983)
- My War LP (SST Records, 1983)
- Family Man LP (SST Records, 1984)
- Slip It In LP (SST Records, 1984)
- Live '84 live cassette (SST Records, 1984)
- Loose Nut LP (SST Records, 1985)
- The Process of Weeding Out EP (SST Records, 1985)
- In My Head LP (SST Records, 1985)
- Who's Got the 10½? live LP (SST Records, 1986)
- Annihilate This Week live EP (SST Records, 1987)
- I Can See You EP (SST Records, 1989)
- What The... LP (SST Records, 2013)